# Euchromia plagosa
Euchromia plagosa är en fjärilsart som beskrevs av Swinhoe 1905. Euchromia plagosa ingår i släktet Euchromia och familjen björnspinnare. Inga underarter finns listade i Catalogue of Life.